# Амлешово
Амлешово — деревня в Клепиковском районе Рязанской области России. Входит в состав Уткинского сельского поселения. Население на 2017 год — 5 человек.

## География
Примыкает к западной окраины деревни Артёмово

## История
До 2006 года деревня входила в Спиринский сельский округ.
С 2006 года входит в состав Уткинского сельского поселения.
С 1929 по 1963 годы деревня входила в состав Тумского района. В 1963—1964 входила в состав Клепиковского сельского района. С 1964 года входит в состав Клепиковского района.

## Население
| 1859 | 1906 | 2010 |
| ---- | ---- | ---- |
| 309  | ↗454 | ↘5   |

## Инфраструктура
Личное подсобное хозяйство.

## Транспорт
Автодорога 61 ОП МЗ 61Н-222, подъездная к Артёмово от автодороги «Тума — Спирино — Бусаево — Голованово».